# 千歲町官舍群
千歲町官舍群，為台灣日治時期台北市千歲町二丁目的中高階日式官舍群，現存的幾棟建築為高二種、高三種的高級官舍。其中，潮州街7號（戴運軌寓所）與潮州街9號為高二種官舍，提供三等奏任官入住，具有台灣少見的入母式屋頂，其規模及平面形式為目前台灣日式宿舍的孤例。

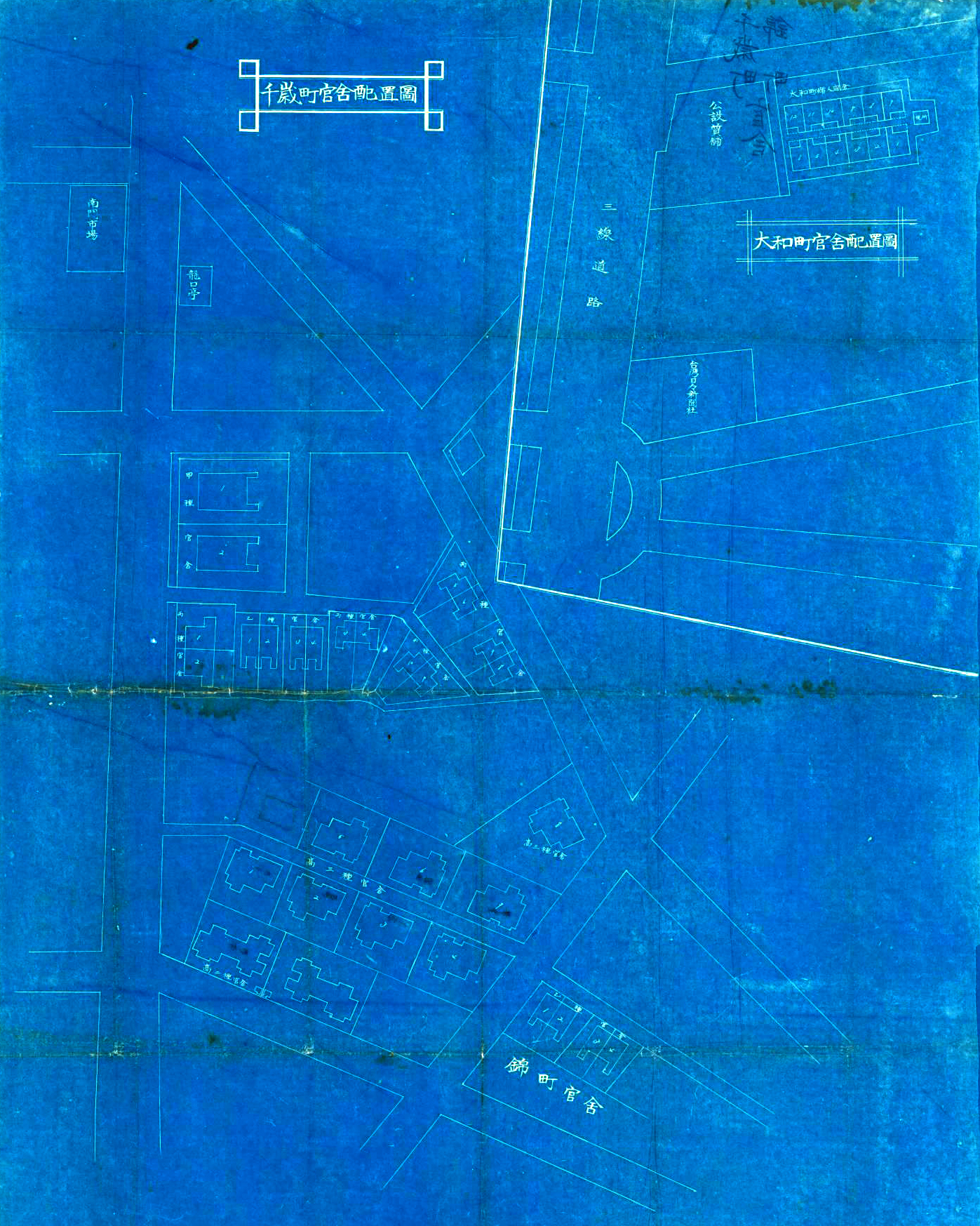
千歲町官舍配置圖
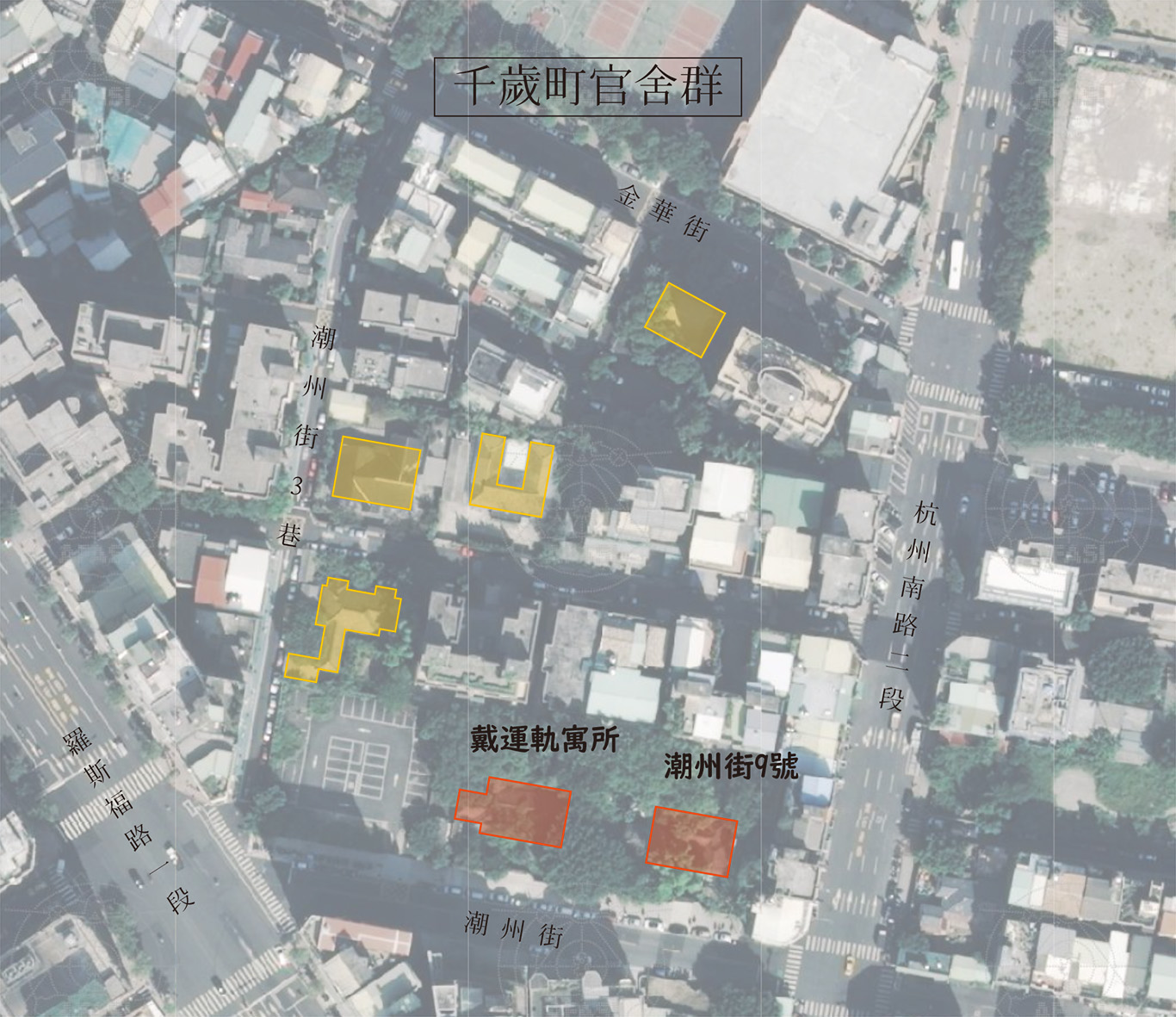
千歲町官舍群現況

## 簡介
日治時期的官舍配置依階級分為不同標準，在1922年頒布的《台灣總督府官舍建築標準》中，高等官宿舍分為高一至高四種，判任官宿舍分為甲、乙、丙、丁種。

## 文化資產

### 戴運軌寓所
本建築曾作為臺北醫院（臺大醫院前身）院長官舍使用，戰後為國立台灣大學教授戴運軌的寓所。戴運軌為戰後將臺北帝國大學改制為臺灣大學之重要推手，曾任臺大首任教務長及代理校長，也是台大物理系創辦人，以及物理研究者，本建物具歷史人文之保存價值。
本建物室內格局保留完整，且仍保存原有構件，可看出高等官舍之空間特色，具建築史之價值。

### 潮州街9號
本建築曾作為台北高等商業學校（台灣大學管理學院前身）校長官舍，戰後省府要員官舍，以及台大職員宿舍等，按照空間使用的演變，見證台灣教育及政治轉變歷史。 